# La Chapelle-d'Abondance
La Chapelle-d'Abondance, literalmente "A Capela de Abondancia", é uma comuna francesa do departamento da Alta-Saboia, na região de Auvérnia-Ródano-Alpes, localidade que até 1931 só se chamava Chapelle ou Chapelle des Frasses. 

## Desporto
Esta é uma das estações que fazem parte do domínio esquiável das Portes du Soleil.